# Alexander von François
Alexander August von François (* 21. April 1813 in Eckartswalde; † 3. Juli 1861 in Frankfurt (Oder)) war ein deutscher Verwaltungsjurist, von 1851 bis 1860 Landrat des Kreises Demmin.
Alexander August von François war ein Sohn des August Leopold Friedrich Wilhelm von François (1772–1835), Offizier in preußischen Diensten, und dessen Frau Emilie Juliane von Zeschau. Er besuchte von 1826 bis 1832 die Landesschule Pforta. Danach studierte er Rechtswissenschaften in Leipzig. 1850 war er Obergerichtsassessor in Demmin. Im folgenden Jahr wurde er zum Landrat des Demminer Kreises ernannt.
Er war mit Emilie Born verheiratet und hatte die Söhne Bruno von François (* 29. November 1845 in Demmin; † August 1846 ebenda) und Felix von François (* 24. Juli 1847 in Demmin; † 1881 in Neapel) sowie die 1850 geborene Tochter Helene.
Felix von François heiratete am 17. November 1876 Ida von Natzmer (* 27. März 1853; † 4. April 1900). Die Witwe heiratete 1893 Wilhelm von Zitzewitz.